# Tatra 11

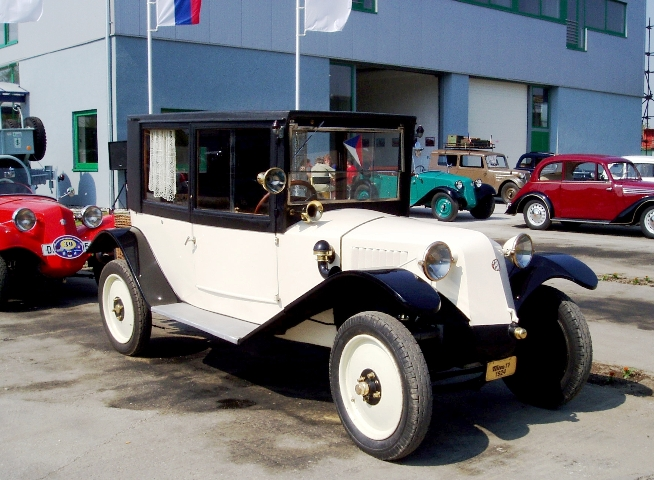
Tatra 11 (1923)

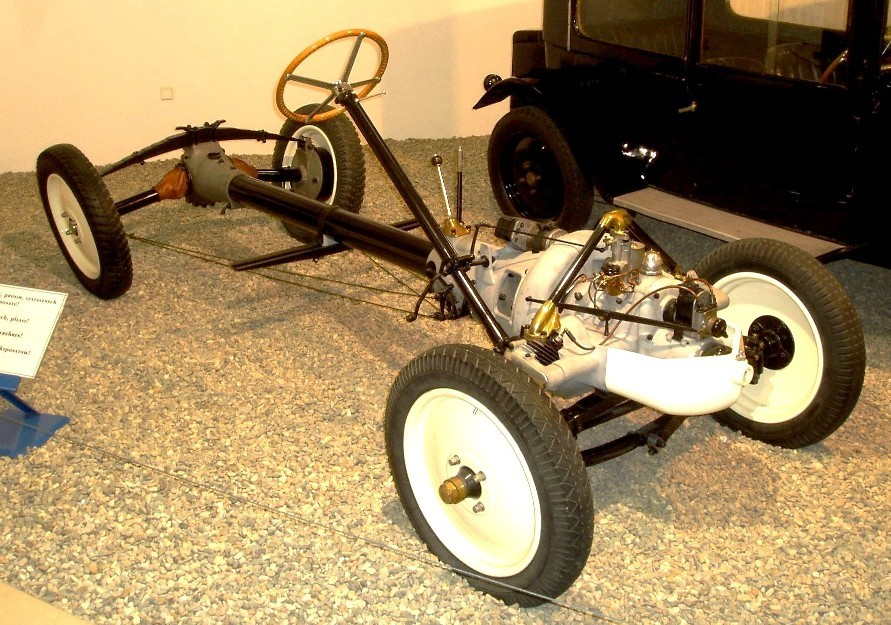
Fahrgestell des Tatra 11

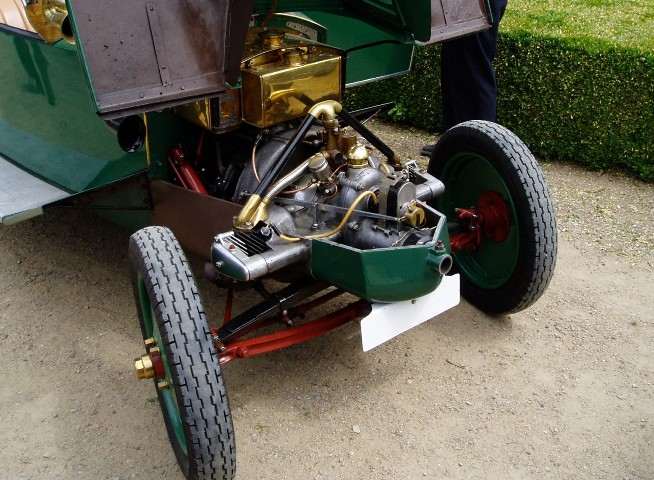
Motor des Tatra 11

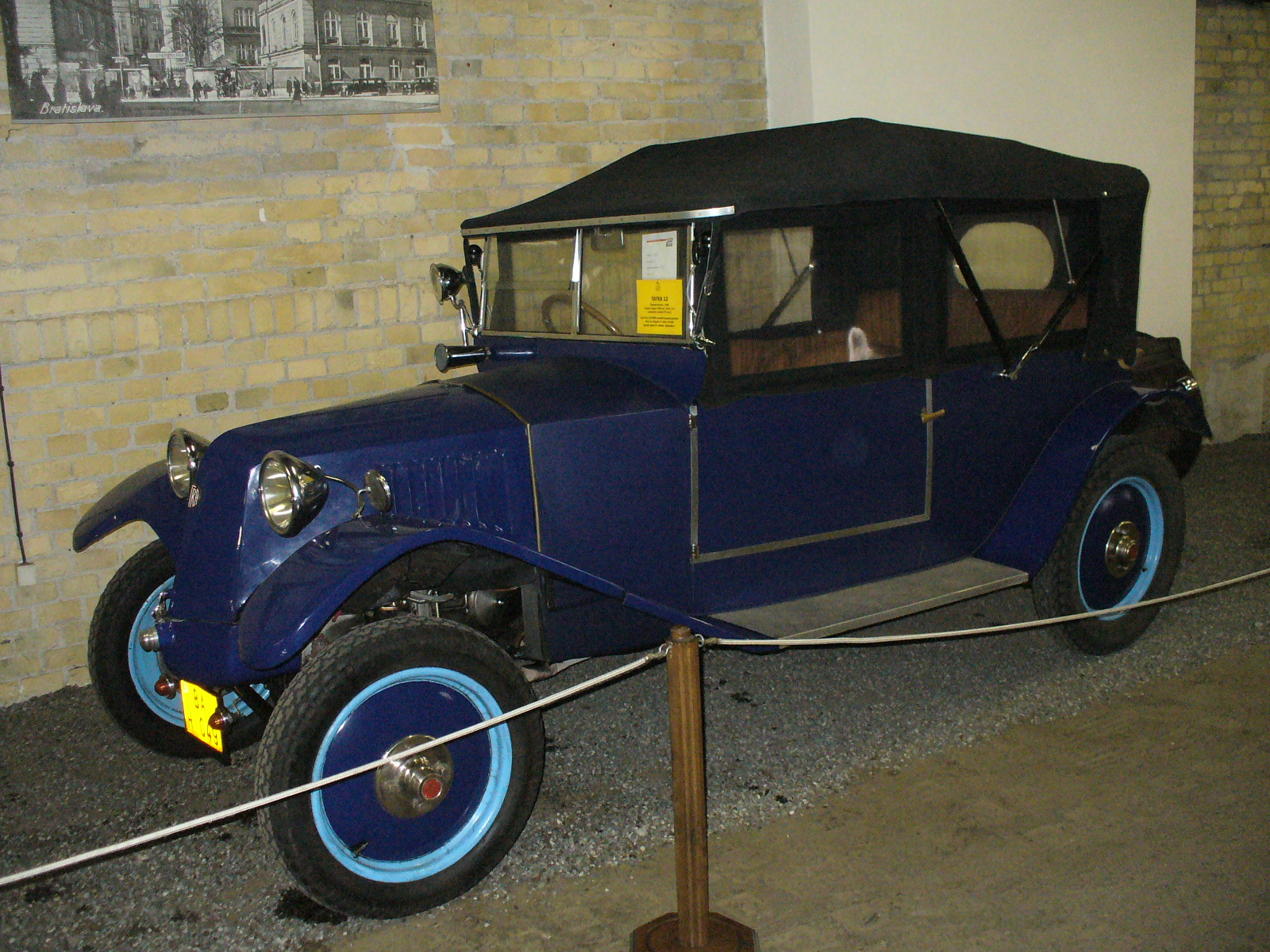
Tatra 12 in Bratislava

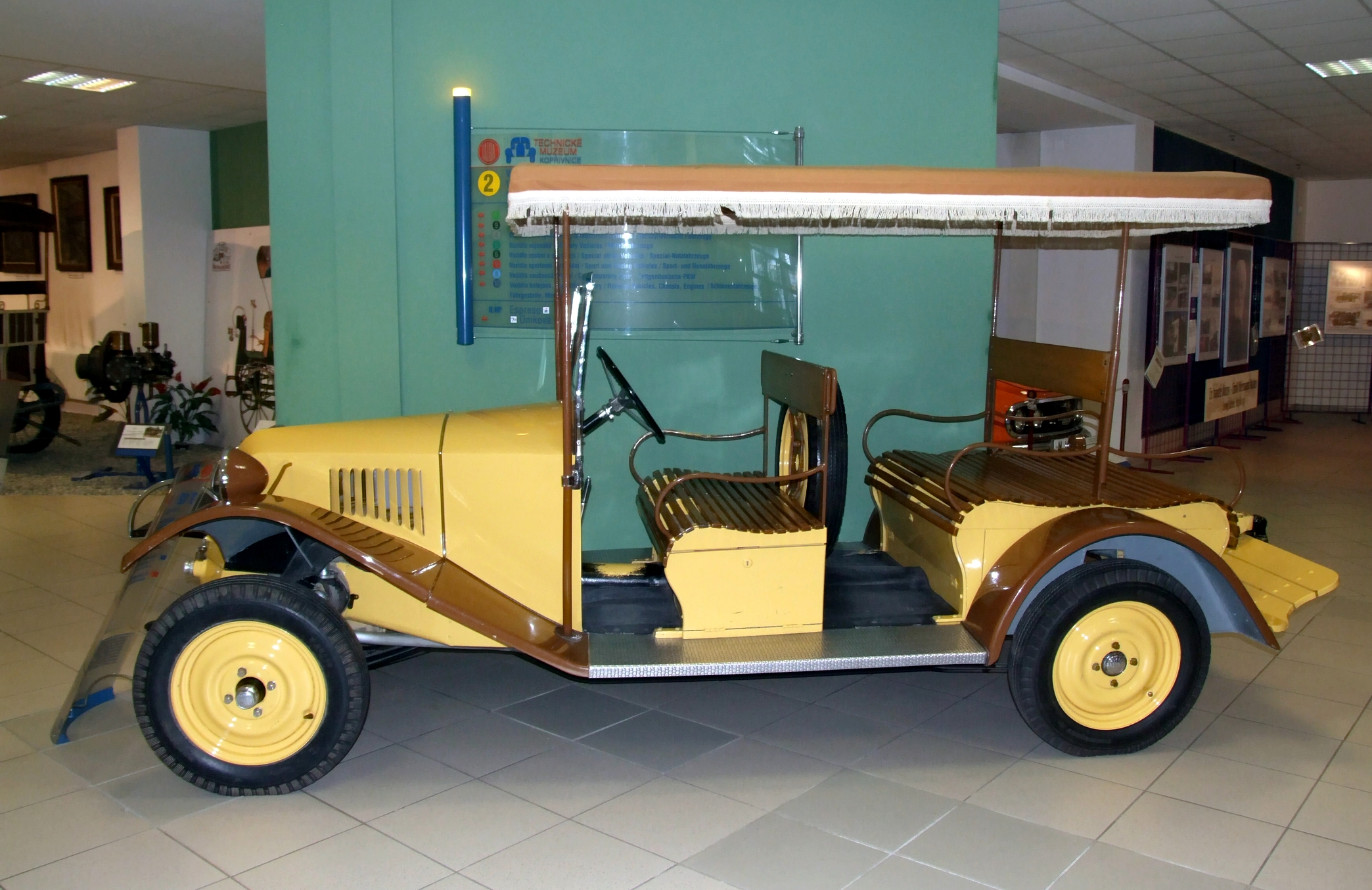
Tatra 12 in Kopřivnice

Der Tatra 11 war ein von Hans Ledwinka vollkommen neu entwickelter Kleinwagen, den das Tatrawerk in Kopřivnice (dt.: Nesselsdorf/Mähren) im Jahre 1923 herausbrachte.

## Beschreibung
Das Fahrzeug hatte einen obengesteuerten, luftgekühlten Zweizylinder-Boxermotor mit 1056 cm³ Hubraum und 12 PS (9 kW) Leistung. Der Motor trieb über eine Mehrscheiben-Trockenkupplung, ein Vierganggetriebe mit Mittelschaltung und eine gelenklose Pendelachse die Hinterräder an. „Gelenklos“ waren die Antriebswellen – jede Antriebswelle war starr mit einem Tellerrad verbunden, das sich beim Einfedern auf seinem Antriebsritzel abwälzte. Motor, Getriebe und Achsantrieb waren mit dem Zentralrohrrahmen verblockt. Die Vorderachse war starr und beide Achsen waren mit Querblattfedern versehen. Hand- und Fußbremse wirkten nur auf die Hinterräder. Die Höchstgeschwindigkeit des 680 kg schweren Wagens lag bei 72 km/h. 
Außer dem viersitzigen Tourer gab es auch zwei- und viertürige Limousinen, Landauer, Cabriolets und Roadster mit Notsitz sowie einen Lieferwagen mit Kastenaufbau. Innerhalb von drei Jahren wurden 3540 Exemplare hergestellt. Eine andere Quelle nennt 3450 Fahrzeuge.
1925 stellten die Tatra-Werke einen Rennwagen vor, den Tatra 12 Targa Florio. Der Hubraum des Motors blieb unverändert, die maximale Leistung wurde auf 27 PS (20 kW) bei 5000/min gesteigert. Damit erreichte der 560 kg schwere Monoposto eine Höchstgeschwindigkeit von 120 km/h. Der Motor hatte zwei Einlassventile pro Zylinder und das Fahrzeug war mit Bremsen an allen vier Rädern ausgestattet. Der Tank lag hinter dem Sitz. Fritz Hückel gewann 1925 (in der Kategorie bis 1100 cm³) das hochbeachtete sizilianische Targa-Florio-Rennen und an zweiter Stelle sein Landsmann Karl Sponer aus Kornitz im zweiten T 12, was für die Tatrawerke, ihren Chefkonstrukteur Hans Ledwinka und für den Tatra 12 von großer internationalen Bedeutung war.

## Tatra 12
Als Nachfolger des Tatra 11 kam ab 1926 der Tatra 12 in den Handel. Der Hubraum des Motors blieb gleich, die maximale Leistung war mit 13–14 PS (9,5–10,3 kW) etwas höher. Wie der Tatra 12 Targa Florio hatte er auch Bremsen an den Vorderrädern. Das Fahrzeug wurde im Tatra-Stammwerk, bei Austro-Tatra in Wien und bei Unitás in Budapest gefertigt.  Der Wagen war zusätzlich für die Jagd- und Forstwirtschaft unter dem Namen Normandie erhältlich. Vom Tatra 12 wurden in acht Jahren 7525 Wagen gebaut.

## Tatra 13

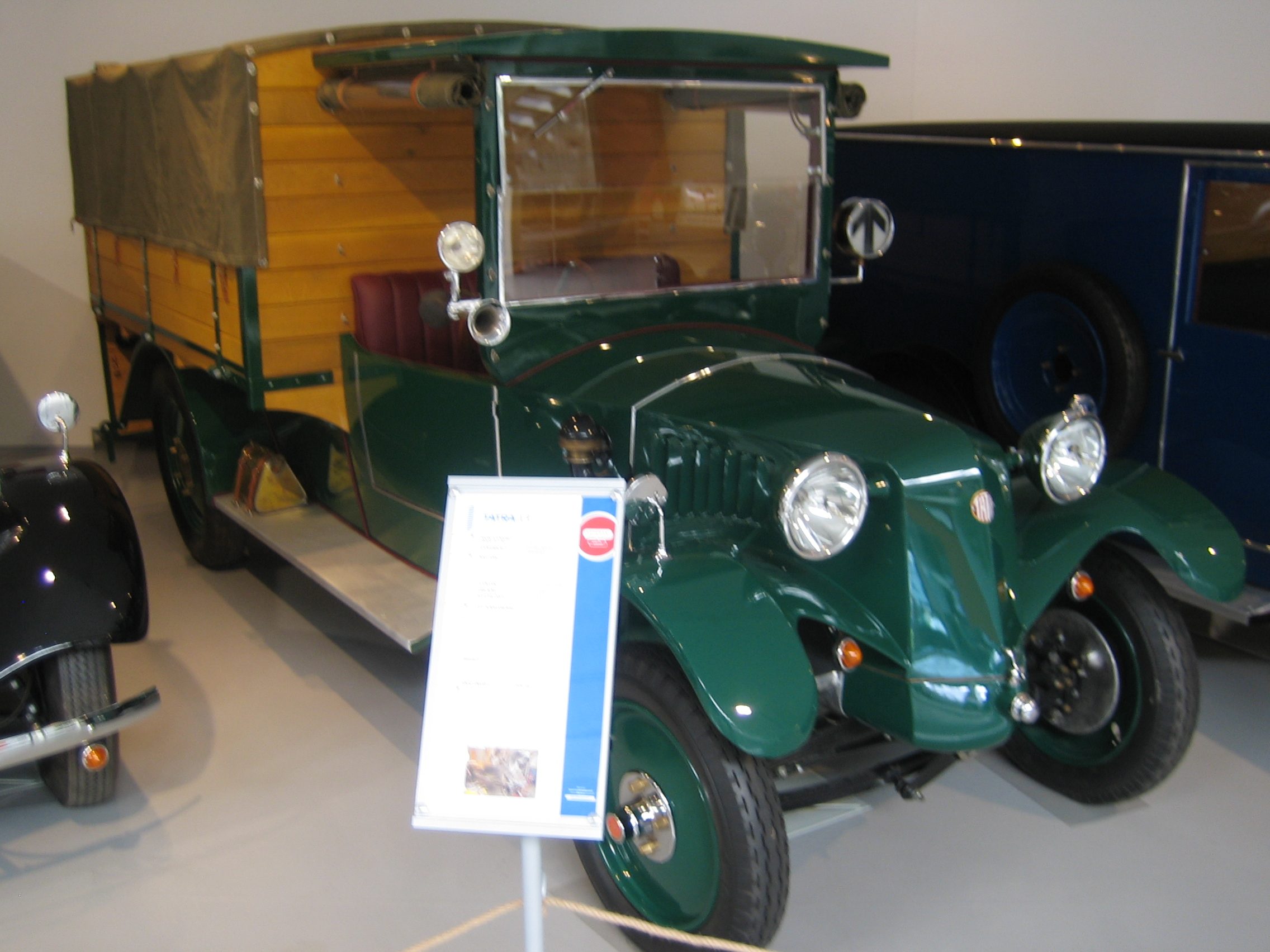
Tatra 13

Zwischen 1924 und 1933 wurde der Kleintransporter Tatra 13 mit 1056-cm³-Motor angeboten. Das Leergewicht lag bei 1000 kg und die Nutzlast wurde je nach Version mit 800 bis 1200 kg angegeben. Das Fahrgestell basierte anfangs auf dem des Tatra 11 und später Tatra 12. Es wurden 762 Stück des Tatra 13 hergestellt.

## Nachfolgemodelle und Weiternutzung
Nach dem Tatra 12 wurde ab 1932 der 57 angeboten (mit Vierzylindermotor in der Front und mit Hinterradantrieb). Ein weiterer Nachfolger, bereits mit einem obengesteuerten, luftgekühlten Zweizylinder-Boxermotor als Heckmotor, der Typ V 570, blieb 1933 im Prototypenstadium stecken. Er wurde aber Vorbild für den windschlüpfigen Luxuswagen Tatra 77, später auch den KdF-Wagen und dessen legendären erfolgreichen Nachkrieg-Nachfolgerreihen VW Käfer und Porsche 356.

## Patenteinformationen
Nachfolgend eine unvollständige Übersicht zu Patenten von Hans Ledwinka zum Tatra 11 und Folgefahrzeugen.
- Patent  US1642817A: Resilient axle mount for motor vehicles. Angemeldet am 12. April 1926, veröffentlicht am 20. September 1927, Erfinder: Hans Ledwinka (Halbachsenkonstrukion zur Vorderachse des Tatra 11, CS247221XA·1925-02-07).‌
- Patent  US1733688A: Motor vehicle. Angemeldet am 21. Mai 1927, veröffentlicht am 29. Oktober 1929, Erfinder: Hans Ledwinka (Halbachsenkonstrukion zur Hinterachse des Tatra 11, CS1733688XA·1926-06-09).‌